# Дифференциальное вращение
Дифференциальное вращение (от лат. differentia — разность, различие) — тип вращения, при котором разные части объекта вращаются вокруг общей оси вращения с различной угловой скоростью. Как правило, наличие дифференциального вращения говорит либо о жидком или газообразном агрегатном состоянии физического тела, либо о «составной» природе объекта или механизма, части которого связаны только посредством оси вращения.
В противоположном случае, когда объект вращается как единое тело, говорят о твердотельном вращении.
В астрономии такой тип вращения встречается в случаях крупных небесных тел, которые не имеют твёрдой поверхности или обладают значительной газовой оболочкой — например, у планет-гигантов и звёзд (в том числе, и у Солнца). В данном случае разные области небесного тела со своими широтами имеют собственный период обращения вокруг оси вращения. Дифференциальное вращение наблюдается также в случае аккреционных дисков и протяжённых колец планет. Среди погодных явлений дифференциальным вращением обладают циклоны, смерчи и т. д.